# 궁쇄심옥
《궁쇄심옥》(중국어 간체자: 宫锁心玉, 정체자: 宮鎖心玉, 병음: Gōng suǒ xīn yù 궁쒀신위[*], 영어: Palace 페레스[*])은 2011년 방송되었던 중국의 텔레비전 드라마이다.

## 등장 인물
- 양미(杨幂) : 낙청천(洛晴川) / 화영(花影) 역
- 풍소봉(冯绍峰) : 윤사(胤禩) 역
- 하성명(何晟铭) : 윤진(胤禛) 역
- 통리야(佟丽娅) : 년소언(年素言) 역